# Drosophila agumbensis
Drosophila agumbensis är en tvåvingeart som beskrevs av Prakash och C. Adinarayana Reddy 1978. Drosophila agumbensis ingår i släktet Drosophila och familjen daggflugor.
Artens utbredningsområde är Indien.